# Wackerow
Wackerow er en by og kommune i det nordøstlige Tyskland, beliggende i Amt Landhagen i den nordvestlige del af Landkreis Vorpommern-Greifswald. Landkreis Vorpommern-Greifswald ligger i delstaten Mecklenburg-Vorpommern.

## Geografi
Wackerow er beliggende nord for floden Ryck omkring ti kilometer nord for Greifswald. Bundesstraße B 105 går gennem kommunen, ligesom jernbanelinjen Angermünde–Stralsund. I området ligger to fredede naturschutzgebiete Steffenshagener Heide og Kieshofer Moor.
I kommunen ligger ud over Wackerow, landsbyerne:
| - Dreizehnhausen - Groß Petershagen - Groß Kieshof - Immenhorst | - Klein Kieshof - Klein Petershagen - Steffenshagen - Jarmshagen |

## Eksterne kilder og henvisninger
- Wikimedia Commons har flere filer relateret til Wackerow
- Byens side Arkiveret 25. juli 2015 hos  Wayback Machine på amtets websted
- Befolkningsstatistik (Webside ikke længere tilgængelig)